# Вернер фон Бльомберг
Вернер Едуард Фріц фон Бльомберг (нім. Werner Eduard Fritz von Blomberg; нар. 2 вересня 1878, Штаргард — пом. 14 березня 1946, Нюрнберг) — німецький воєначальник часів Третього Рейху, генерал-фельдмаршал (1936) Вермахту. Кавалер Pour le Mérite (1918). У 1933—1938 роках міністр імперської оборони (з 1935 — імперського військового міністерства) Німеччини.

## Біографія
Вернер Едуард Фріц фон Бльомберг народився 2 вересня 1878 в Штаргарде, Померанія, нині Старгард-Щецінський, Польща в родині прусського офіцера — підполковника. 1897 року закінчив військове училище й отримав призначення на офіцерську посаду до 73-го піхотного (фузілерського) полку. Оскільки просування по службі в кайзерівській армії мирного часу було дуже повільним, то черговий чин обер-лейтенанта Бльомберг отримав лише через 10 років. У тому ж році закінчив Прусську військову академію (1907).
У квітні 1904 одружився з Шарлоттою Хеллміш (нім. Charlotte Hellmich).
У 1908 році отримав призначення в Генеральний штаб, де прослужив до 1912 року, гауптман (1911). Потім проходив службу у штабі фортеці Мец. З січня 1914 року командир роти 103-го піхотного полку, що входив до складу гарнізону фортеці Мец.

### Перша світова війна

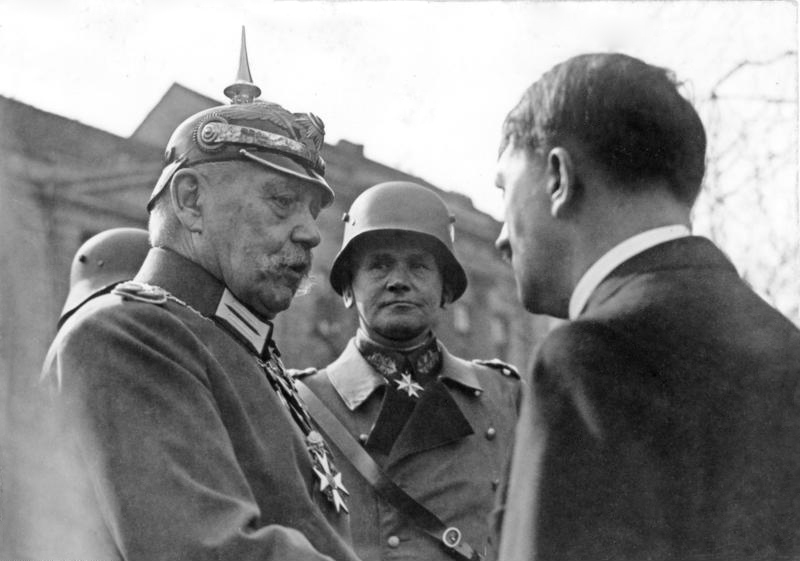
П. Гінденбург, В. Бльомберг та А.Гітлер під час зустрічі. Потсдам.

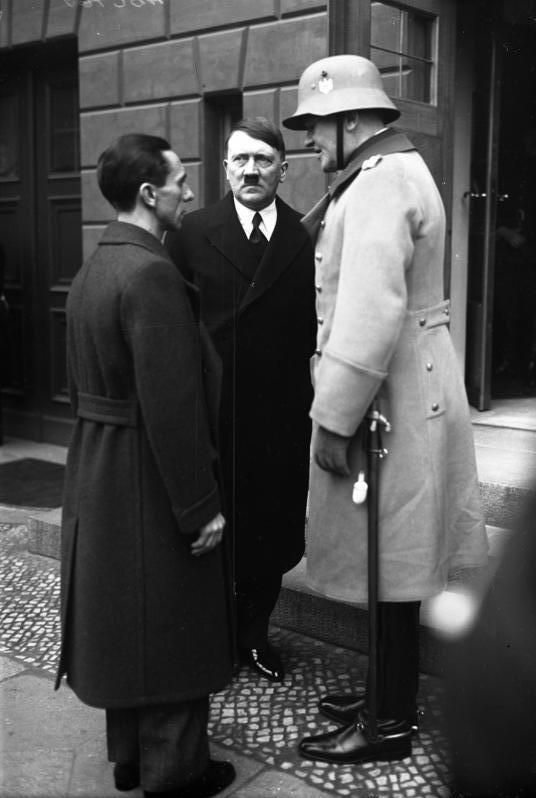
П.Геббельс, А.Гітлер та В. Бльомберг під час підписання німецько-польського договору про ненапад. Берлін. 25 лютого 1934

Учасник Першої світової війни на Західному фронті. З початком війни призначений начальником оперативного відділу штабу 19-ї резервної дивізії, потім обіймав таку ж посаду при 18-му резервному армійському корпусі (липень 1916 — лютий 1917). З лютого 1917 року — начальник оперативного відділу штабу 7-ї армії. З березня 1916 — майор. За відмінну старанність в плануванні бойових операцій відмічений низкою нагород: Залізними хрестами обох ступенів, Лицарським хрестом дому Гогенцоллерна (жовтень 1916), а також ще 12 орденами. Отримав знак за поранення. Був нагороджений такою рідкою відзнакою, як вищий військовий орден «За заслуги» (Pour le Mérite) (червень 1918).

### Інтербеллум

#### Служба в Рейхсвері
Після закінчення війни та демобілізації старої армії Бльомберг, як відмінний генштабіст, був залишений служити в рейхсвері. 1920 року підвищений до рангу оберст-лейтенанта та призначений начальником штабу піхотної бригади. Наступного року висунутий на посаду начальника штабу 5-ї піхотної дивізії. Одночасно він був і начальником штабу 5-го військового округу (Штутгарт), оскільки за часів Веймарської республіки кожен військовий округ складався всього з однієї піхотної дивізії, тому посади в рейхсвері поєднувалися. Надалі Бльомберг займав низку керівних посад в управлінні рейхсверу: з 1924 року начальник відділу бойової підготовки міністерства Рейхсверу, полковник (1925). Користувався особливим заступництвом головнокомандувача рейхсвером генерала В. Гайе, що сприяло Бльомбергу швидкому просуванню по службових сходах. 1927 року призначений начальником Військового управління (фактично це був таємний Генеральний штаб, мати який Німеччині було заборонено за умовами Версальського договору 1919 року).
Був одним з основних ініціаторів створення на території СРСР таємних навчальних центрів рейхсверу, на яких здійснювалася підготовка військових кадрів (танкісти, льотчики, офіцери Генштабу і інші фахівці) в обхід умов Версальського договору. Наприкінці 1920-х років неодноразово особисто відвідував Радянський Союз.
- 13 березня 1897 — лейтенант
- 18 травня 1907 — обер-лейтенант
- 20 березня 1911 — гауптман
- 22 березня 1916 — майор
- 20 грудня 1920 — оберст-лейтенант
- 1 квітня 1925 — оберст
- 1 квітня 1928 — генерал-майор
- 1 жовтня 1929 — генерал-лейтенант
- 30 січня 1933 — генерал від інфантерії
- 31 серпня 1933 — генерал-полковник
- 20 квітня 1936 — генерал-фельдмаршал

Але в 1929 році в Бльомберга виник конфлікт з генералом К. фон Шлейхером (начальник одного з провідних відділів Військового міністерства), в результаті якого він втратив свій пост і ледве уникнув звільнення з армії. Причиною конфлікту послужив один службовий промах, допущений Бльомбергом. Шлейхер, що відверто заздрив швидкому просуванню по службі Бльомберга і претендував на його місце скористався цим, щоб надати цьому факту широкий розголос, роздути скандал й звалити свого конкурента. Завдяки підтримці Гайе Бльомбергу все ж вдалося залишитися в армії. Спочатку він був відправлений до службового відрядження до США, а потім, коли пристрасті дещо вщухли, був призначений командувачем військами 1-го військового округу (Кенігсберг, Східна Пруссія). Цей відрізаний від Німеччини округ вважався у той час глушиною і призначення туди Бльомберга, що проштрафився, не викликало особливих заперечень. Одночасно з жовтня 1929 по січень 1933 року командир 1-ї дивізії.

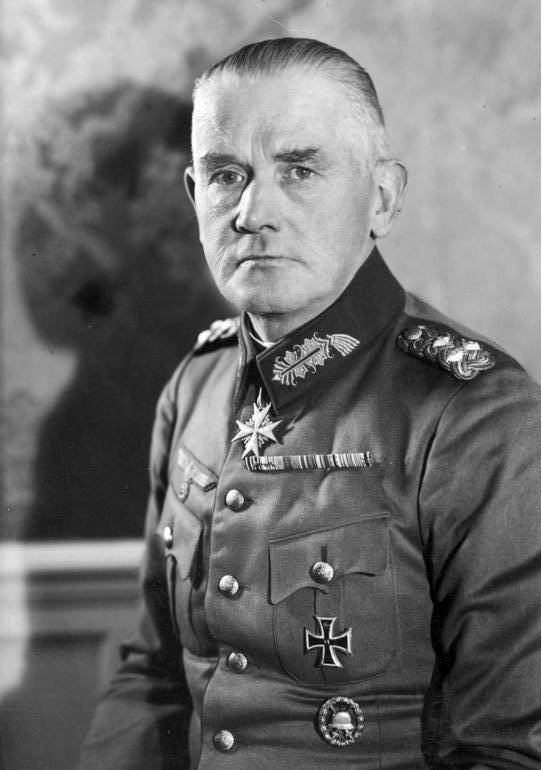
Генерал-полковник В. Бльомберг. 1934.

Влітку 1930 років Бльомберг познайомився з лідером нацистського руху А. Гітлером, прибулим до Східної Пруссії по передвиборних справах. Під впливом свого розумного і енергійного начальника штабу полковника В. фон Райхенау, затятого прибічника нацистів, Бльомберг погодився з пропозицією Гітлера про використання СА (штурмові загони нацистської партії) як допоміжної військової сили на території 1-го військового округу.
Бльомберг, що не відрізнявся твердим характером, швидко підпав під вплив Райхенау і перейнявся симпатіями до нацистів, що обіцяли в разі приходу до влади відродити військову потужність Німеччини. Для прусських мілітаристів, до яких належав і Бльомберг, реалізація таких задумів була заповітною мрією. На цій основі стався збіг інтересів прусської вояччини і нацистів. На початку 1932 року у зв'язку з хворобою (важка травма голови, отримана в результаті падіння з коня, посилена сильним нервовим розладом, викликаним смертю дружини) Бльомберг був звільнений від командування округом.

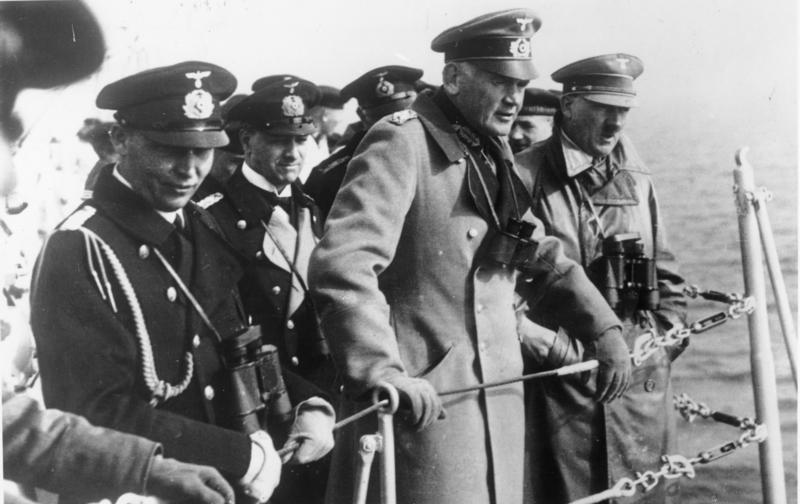
А.Гітлер, В. Бльомберг та Е. Редер на борту німецького крейсера «Дойчланд». Квітень 1934

#### Співпраця з нацистами
Через декілька місяців він отримав нове призначення — керівник німецької військової делегації на переговорах з роззброєння у Женеві. Ця посада відкрила йому прямий доступ до президента Німеччини П. фон Гінденбурга, в якого він незабаром здобув велику довіру. Напередодні приходу Гітлера до влади (30 січня 1933 року) при активній підтримці колишнього канцлера (червень — грудень 1932 року) Ф. фон Папена і сина президента полковника О. фон Гінденбурга Бльомберг отримав пост військового міністра.
Президент Гінденбург і його оточення вручили Бльомбергу цей пост з метою усунути від керівництва армією канцлера генерала К. фон Шлейхера і його оточення, оскільки обстановка в країні на той час була украй нестійкою і чревата будь-якими несподіванками. Тому президентові на чолі армії потрібна була своя людина. Одночасно з призначенням на пост міністра Бльомберг був підвищений у генерали від інфантерії, а 30 серпня 1933 року — в генерал-полковники. Очоливши військове відомство, Бльомберг насамперед замінив на всіх керівних постах ставлеників Шлейхера своїми людьми (В.Райхенау, Л. Бек та інші).
За інформацією львівської газети «Діло» (за 14 лютого 1933-го р., ч. 35 (13274)) Бльомберг «деякий час тому був на маневрах Чарвоної Армії під Києвом, де його сердечно вітав Ворошилов.»
Як військовий міністр, він активно підтримав програму Гітлера по ревізії умов Версальського світу і відродженню воєнного потенціалу Німеччини. При цьому він зробив все, щоб поставити армію на службу новому режиму. Вже 15 травня 1933 року ним був виданий наказ, що зобов'язав військовослужбовців віддавати честь (у відповідь на їхні вітання) членам воєнізованих нацистських формувань, а 19 вересня 1933 — і нацистським функціонерам, одягненим в партійну уніформу.
25 лютого 1934 року Бльомберг ввів в армії носіння нацистської емблеми (імперський орел, що тримає в лапах свастику). 28 лютого 1934 року наказав звільнити з армії всіх євреїв і надалі на військову службу їх не приймати.
У 1933 році в Бльомберга виник конфлікт з СА, коли глава штурмовиків Е. Рем зажадав від військового міністра створення під його, Рема, командуванням так званої «народної армії». Очолюваний Бльомбергом німецький генералітет рішуче виступив проти цього. Глава уряду Гітлер зайняв вичікувальну позицію. 11 квітня 1934 на борту крейсера «Німеччина» відбулася зустріч Гітлера з командуванням Збройних сил, на якій була досягнута угода: збройні сили виступають на підтримку кандидатури Гітлера на пост президента Німеччини в разі смерті старого і хворого Гінденбурга, а Гітлер гарантує збройним силам особливі права, не втручатися в їхні внутрішні справи і покладе край спробам СА створити паралельну збройним силам військову організацію. Проте Гітлер зволікав з виконанням своїх зобов'язань відносно СА, дії яких ставали все зухвалішими. Тоді керівництво армії на чолі з Бльомбергом, заручившись підтримкою президента, під загрозою військового перевороту і відчуження нацистського уряду від влади змусило його виконати свою обіцянку.
30 червня 1934 року під особистим керівництвом Гітлера сталася розправа над штурмовиками («Ніч довгих ножів»), в результаті якої вся верхівка СА на чолі з Ремом була знищена. Серед убитих виявилися і 2 генерали — К. фон Шлейхер і його найближчий соратник Ф. фон Бредов. Бльомберг від імені збройних сил публічно схвалив дії Гітлера. Поклопотався він також і про те, щоб з аналогічним вітанням виступив президент Гінденбург, що вже лежав на смертному ложі.
2 серпня 1934 Гінденбург помер. Через 3 дні Бльомберг підписав угоду, узгоджену з Гітлером ще 11 квітня, відповідно до якої останній поєднував пости канцлера і президента, а Бльомберг ставав його помічником з військових питань. Після цього Бльомберг відразу ж організував принесення армією присяги на вірність особисто Гітлеру як «фюрерові німецького народу».

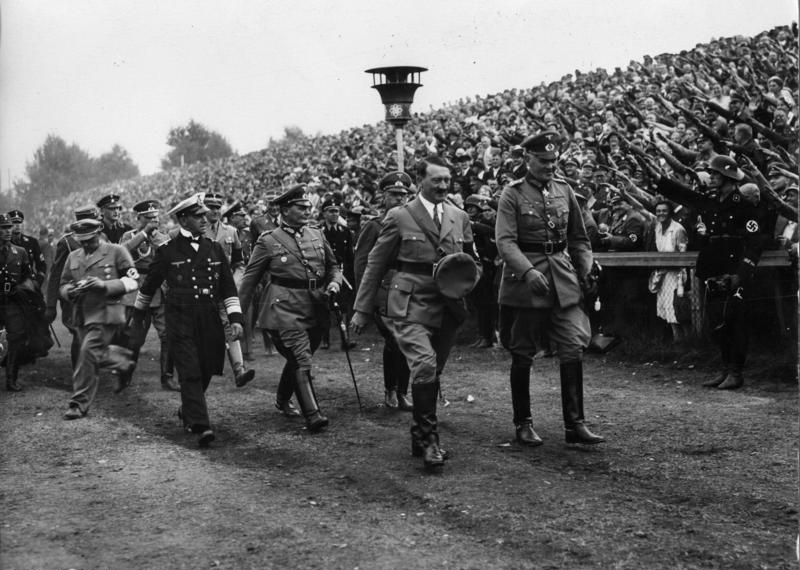
Генерал-полковник В. Бльомберг поруч з Гітлером на військовому параді на честь з'їзду НСДАП. Нюрберг. Вересень 1934.

#### Реорганізація німецької армії
Бльомберг, вплив якого після подій 1934 роки різко зріс, без зволікань розпочав реорганізовувати німецьку армію. Рейхсвер був перетворений на збройні сили Німеччини (Вермахт), що складаються з 3 видів, — сухопутна армія, ВПС і ВМФ. 16 березня 1935 року в Німеччині вводиться загальна військова повинність. У травні 1935 року Бльомберг призначається головнокомандувачем Вермахту. Військове управління (Truppenamt) перейменовується на Генеральний штаб.
18 жовтня 1935 була урочисто відкрита Військова академія, скасована в 1920 році за умовами Версальського договору. Ще в жовтні 1934 року Гітлер наказав Бльомбергу збільшити чисельність рейхсверу з 100 тис. чоловіків (ця межа була встановлена Версальським договором) до 300 тис. чоловіків. Відповідно, кількість дивізій в його складі зросла з 10 (7 піхотних і 3 кавалерійських) до 21, а до весни 1936 років — до 36 дивізій. Число військових округів зросло з 7 до 10, а в 1937 році — до 13, кожен у складі армійського корпусу (командир корпусу одночасно був і командувачем військовим округом). Крім того, були сформовані 3 корпуси, що не мали територіального підпорядкування (14-й, 15-й і 16-й ак), до складу яких входили всі легкі, моторизовані і танкові дивізії. Замість двох армійських груп (штаби в Берліні і Касселе) були створені 3-тя (Дрезден), а потім й 4-та (Лейпціг) армійські групи. До складу останньої увійшли всі мобільні війська вермахту (14-й, 15-й и 16-й корпуси).
Бльомберг правильно передбачав характер майбутньої війни. Предметом його особливої опіки було створення танкових військ, яке почалося з осені 1935 років. Велику увагу він також приділяв підготовці командних кадрів, надавав всіляке сприяння створенню ВПС (Люфтваффе). Розгортання чисельних збройних сил сприяло швидкому просуванню кадрових офіцерів по службі, яке в рейхсвері було дуже повільним. Тому офіцерський корпус, раніше не особливо відмічений в своїй основній масі в симпатіях до нацизму, тепер став гарячим прибічником нового режиму. Але паралельно з цими схвалюваними армією заходами, Бльомберг на угоду нацистам наполегливо проводив інші, що викликали в його більшості підлеглих подив, а то й засудження. Так, в 1935 році він видав наказ, що зобов'язав начальників і командирів вжити всіх заходів, щоб виявляти і ставити на облік в гестапо політично неблагонадійних військовослужбовців. У тому ж році вийшов його секретний наказ, що зобов'язав офіцерів прийняти нацистський світогляд. Тепер на підвищення в чині могли розраховувати лише ті, хто відкрито схвалював і активно підтримував націонал-соціалізм.
У 1936 році з відома Бльомберга було введено обов'язкове вивчення націонал-соціалізму у всіх військово-навчальних закладах. Потім надійшов наказ військового міністра, що забороняв військовослужбовцем одружуватися на жінках «неарійського» походження, та тощо. Така подвійність в діях Бльомберга не могла сприяти зростанню його популярності в армійських кругах. Навпаки, з кожним роком вона неухильно падала. Якщо раніше завдяки своєму яскраво вираженому гордовитому вигляду справжнього пруссака Бльомберг заслужив серед офіцерів прізвисько «Зігфрід з моноклем», то тепер його майже у відкриту іронічно називали «Гумовий лев» або ж «Хлопчик з гітлерюгенду». Незадоволеність Бльомбергом і його пронацистською політикою в армії охопила і більшість генералів. Справа дійшла до того, що наприкінці 1937 року генералітет, очолюваний В. фон Фрічем (головнокомандувач сухопутними військами) і Л. Беком (начальник Генерального штабу), зажадав відставки Бльомберга. В цілому ж в 1933—1937 роках Бльомберг зробив великий внесок у справу відновлення військової потужності Німеччини, втраченої після поразки в Першій світовій війні, і був одним з основних творців вермахту.

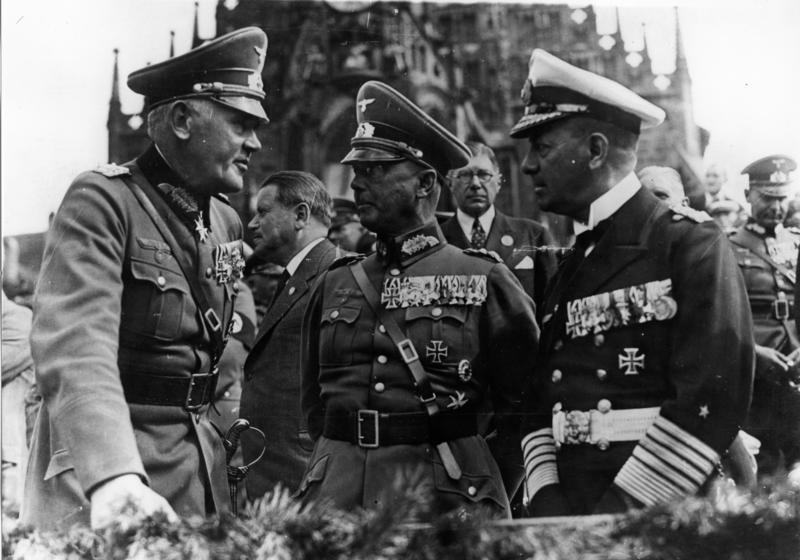
Генерал-полковник В. Бльомберг поруч з генералом Фрічем та адміралом Редером на військовому параді. Нюрнберг. 13 вересня 1936

Гітлер високо оцінив його заслуги на цьому терені. 20 квітня 1936 Бльомбергу першому з воєначальників Третього рейху було присвоєне звання генерал-фельдмаршала. Успішна діяльність Бльомберга в цей період багато в чому пояснюється тим, що він робив те, що від нього вимагав Гітлер. Гітлер в цей час ще не був диктатором і потребував підтримки Бльомберга, за яким стояла армія. Гітлер поки що рахувався з думкою своїх генералів і не втручався в сферу їхньої діяльності.
Але з 1936 року відношення між Гітлером і його військовим міністром почали гіршати. Бльомберг і раніше вже дратував Гітлера своїми неофіційними висловами проти антисемітизму. Проте коли навесні 1936 років Бльомберг виступив проти введення німецьких військ в демілітаризовану за умовами Версальського договору Рейнську область, посилаючись на неготовність вермахту до війни, терпінню Гітлера прийшов кінець. Він відкрито звинуватив Бльомберга в боягузтві, зневажливо відмітивши що головнокомандувач поводиться як «істерична дівиця». Вирішення про введення військ в Рейнську область, попри всі заклинання Бльомберга, Гітлер так і не скасував. У тому ж році Бльомберг виступив проти втручання Німеччини в громадянську війну в Іспанії. І знову Гітлер відкинув всі його аргументи. Влітку 1937 років Бльомберг видав секретну директиву про розробку плану ведення Німеччиною війни на два фронти. Розроблений Генеральним штабом план передбачав 2 варіанти дій — зосередження основних зусиль на Заході (план «Рот») або на південному Сході (план «Грюн»). Коли на нараді 5 листопада 1937 року Гітлер оголосив про своє рішення провести аншлюс Австрії і окупацію Судетської області, Бльомберг, підтриманий В. фон Фрічем, виступив проти цього. Проте Гітлер, як і раніше, відкинув всі їхні аргументи. У грудні 1937 Бльомберг схвалив план «Грюн» (ведення військових дій проти Чехословаччини), після чого його стосунки з Фрічем різко загострилися.

#### Бойові Прапори
Бойові Прапори Вернера фон Бльомберга як військового міністра та Головнокомандувача Збройних сил Німеччини

Прапор міністра національної оборони (14.3.1933 - 23.7.1935)
Прапор військового міністра та Головнокомандувача Вермахту (23.7.1935 - 5.10.1935)
Прапор міністра війни та Головнокомандувача Збройних сил Німеччини (5.10.1935 - 4.2.1938)

#### Версія з провокацією Герінга
12 січня 1938 Бльомберг одружився з 24-річною стенографісткою Ерною Грун. 12 січня 1938 року свідками на шлюбній церемонії з боку нареченого були Гітлер і Герінг.
Відразу ж після весілля Бльомберга на стіл поліцей-президента Берліна графа В. фон Гельдорфа лягло досьє, що поступило з кримінальної поліції, з якого випливало, що Ерна Ґрун як повія вже давно перебуває на обліку в поліції; займається проституцією, а останнім часом знімалася як фотомодель для порнографічних листівок.
Начальник столичної поліції особисто поїхав до Військового міністерства до Бльомберга, але його на місці не виявилося, і Гельдорф передав досьє начальникові Військового управління генералові В.Кейтелю, порадивши знищити його. Проте Кейтель не зважився на це й попросив Гельдорфа віддати досьє Герінгу.
24 січня він вручив Гітлеру нещасливе досьє. Того ж дня Герінг особисто сповістив Бльомберга про компромат, що є проти нього. Фельдмаршал був шокований цією звісткою і тут же виявив готовність розвестися з молодою дружиною. Але Герінг заявив, що цього недостатньо, Верховне командування вермахту вимагає його відставки і в нього немає вибору, окрім як підкорятися цій вимозі (Герінг дещо випередив події, на цей момент таких даних у нього ще не було, але те, що генералітет його підтримає, він не сумнівався).
Гітлер 26 січня звільнив Бльомберга у відставку. Наступного дня, прощаючись з фельдмаршалом, фюрер порадив йому на якийсь час покинути Німеччину, поки скандал довкола його імені не уляжеться. «Як тільки година Німеччини проб'є, ви знову будете поряд зі мною, і все, що сталося у минулому, буде забуто», — запевняв він Бльомберга.
Існує версія про те, що заплямована репутація Бльомберга весіллям із повією була наслідком підлаштованої Герінгом ситуації з метою знищення авторитету Бльомберга. Проте достовірних фактів на цю користь досі не виявлено.

#### Відставка Бльомберга
Відставний генерал-фельдмаршал вирушив у навколосвітню подорож, отримавши від Гітлера на це турне 50 тис. рейхсмарок. Враховуючи колишні заслуги Бльомберга, фюрер наказав виплачувати йому довічно грошове утримання фельдмаршала. При відставці Бльомберг рекомендував Гітлеру призначити на пост військового міністра і головнокомандувача вермахтом Герінга, але той з ходу відкинув цю кандидатуру. Тоді Бльомберг на зло генералам, що відвернулися від нього, запропонував Гітлеру самому зайняти ці пости. Гітлер негайно скористався порадою.
На початку 1939 року Бльомберг повернувся до Німеччини і оселився в Бад-Вісзє (Баварія). З початком Другої світової війни він запропонував Гітлеру свої послуги, погоджуючись навіть на посаду командира корпусу, але дістав відмову. До того часу думка Гітлера про свого колишнього соратника різко змінилася — йому стало відомо про ту глибоку неприязнь, яку вищий генералітет має до Бльомберга, і він не зважився знов прийняти його на службу. Бльомбергу побічно дали зрозуміти, що доки він не розведеться зі своєю дружиною, використовувати його на якій-небудь посаді в збройних силах не уявляється можливим. Бльомберг волів залишитися зі своєю Євою. Всі роки війни він провів в безвісності. Обидва його сини від першого шлюбу загинули на війні.
На початку травня 1945 Бльомберг був арештований американськими військами. Виступав як свідок в Нюрнберзькому міжнародному військовому трибуналі над головними військовими злочинцями. Відношення колишніх колег і підлеглих до Бльомбергу не змінилося навіть у полоні, вони демонстративно продовжували відвертатися від нього. Наприклад, фельдмаршал Браухіч відмовився навіть відвідати Бльомберга, коли той вже лежав на смертному ложі в тюремній лікарні, вмираючи від раку. Генерал-фельдмаршал фон Бльомберг помер в американському полоні і був похований без всяких почестей в безіменній могилі.

## Роль Бльомберга в історії
Бльомберг здобув популярність перш за все як військовий адміністратор і реформатор, що зробив великий внесок у справу відродження військової потужності Німеччини перед Другою світовою війною. Він зробив дуже багато для створення Вермахту і допоміг Гітлеру викувати зброю, без якої той не міг би почати і вести війну. І Гітлер цього ніколи не забував. Коли звільнений з ганьбою у відставку Бльомберг виявився в повній ізоляції, коли всі колишні друзі і соратники від нього відвернулися, а військова еліта з обуренням вигнала його зі своїх лав, з вдячністю про нього пригадав лише Гітлер. 20 травня 1940 року, в день тріумфу німецької зброї, коли німецькі танки вийшли до Ла-Маншу і стало ясно, що Франція повалена, сяючий від щастя фюрер у своїй урочистій промові перед вищим командуванням Вермахту визнав необхідним спеціально відзначити заслуги Бльомберга перед Третім рейхом: «У цей момент я не повинен забувати, чим я зобов'язаний фельдмаршалові фон Бльомбергу. Без його допомоги Вермахт ніколи б не став тим прекрасним інструментом, який вирвав нам цю блискучу перемогу».
Як воєначальникові Бльомбергу не призначено було прославитися на полях битв, але, як військовий адміністратор і реформатор, він проявив себе на належному рівні. Успіх його діяльності зі створення Вермахту і відродження військової потужності Німеччини, втраченої після поразки в Першій світовій війні, багато в чому пояснюється сприятливою внутрішньополітичною обстановкою в Німеччині, коли нацистська партія прийшла до влади й узяла курс на ревізію невигідних для Німецької держави умов Версальського мирного договору 1919 року. У цьому плані прагнення нацистського керівництва і німецького генералітету, ревного охоронця прусських мілітаристських традицій, повністю збіглися, і Бльомбергу практично було надане «зелене світло» в реалізації тих цілей, які давно були заповітною мрією тих, що не змирилися з поразкою в 1918 році і мілітаристських кіл Німеччини, що мріяли про реванш. І це соціальне замовлення еліти, що керувала в Третьому рейху, було успішно виконано.
У вирішальній мірі цьому сприяла угодівська політика західних держав, що потурали реалізації агресивних задумів Гітлера, дивилися крізь пальці на зухвале порушення ним одного за іншим умов Версальського договору, на яких ґрунтувалася стабільність післявоєнного устрою Західної Європи.
Проте у міру наростання авантюристичних тенденцій в зовнішньополітичному курсі Гітлера, засліпленого первинними успіхами, відношення до нього тверезомислячої частини німецького суспільства поступово змінювалося. Вона розуміла, що подальше продовження такої політики неминуче приведе до нової світової війни. Цю точку зору розділяла і впливова частина німецького генералітету на чолі з Бльомбергом. Звідси і його опозиційність агресивним планам Гітлера в 1936—1937 роках.

### Бльомберг як воєначальник
Бльомберг, безумовно, був масштабним військовим фахівцем. Він правильно оцінював роль і значення таких перспективних засобів боротьби, як танки, авіація, моторизована піхота тощо в сучасних умовах, і багато що зробив для їх створення і подальшого розвитку в німецькій армії, створював Вермахт з врахуванням останніх досягнень у військовій справі, рішуче відкидаючи все застаріле. В той же час, попри природний розум, високу ерудицію у військових питаннях і організаторські здібності, Бльомберг відрізнявся слабохарактерністю і незрідка підпадав під вплив людей, що володіли сильнішою волею. Його відверте плазування перед Гітлером, здача однієї позиції за іншою, внаслідок чого збройні сили поступово перетворювалися на повністю підконтрольний нацистам механізм і втрачали свій традиційний корпоративний менталітет і, нарешті, посилення ролі спецслужб нацистської партії в збройних силах, а також багато що інше — все це викликало різко негативне відношення до Бльомберга не лише з боку генералітету, але і більшій частині офіцерського корпусу Вермахту. Тому, коли в результаті своєї політичної короткозорості Бльомберг виявився в майстерно поставленій на нього пастці, збройні сили і пальцем не поворушили, щоб хоч якось захистити свого головнокомандувача. Він канув в небуття ненависний одним і зневажений іншими. Деякі історики схиляються до думки, що вся історія з одруженням фельдмаршала на повії — це майстерно проведена нацистськими спецслужбами операція щодо його дискредитації з метою подальшого усунення із займаних постів. Вона була проведена при мовчазній згоді вищого військового керівництва. Адже інакше військовій контррозвідці нічого не варто було б навести довідки про пасію свого міністра і головнокомандувача і одним ударом розірвати всю павутину змови, сплетеної довкола нього нацистськими спецслужбами. Але вона цього не зробила… або не захотіла робити. Є свідоцтва і того, що Е. Грун спеціально була підіслана спецслужбами до Бльомберга. Операція по усуненню Бльомберга пройшла успішно, але всі її учасники і натхненники виявилися в програші. Вигоду зі всього цього отримав один лише Гітлер, для якого, до речі, скандал, пов'язаний з Бльомбергом, виявився повною несподіванкою. Через 9 днів після відходу у відставку Бльомберга позбувся свого поста генерал Фріч, а ще через півроку — і генерал Бек.
Бльомберг став симпатизувати нацистам під впливом Райхенау ще до приходу Гітлера до влади. Як і абсолютна більшість кадрових військових, він пішов на співпрацю з ними не з ідейних міркувань. Найімовірніше основну роль тут зіграв мілітаристський світогляд Бльомберга та його амбіції кар'єриста. В усякому разі достовірно відомо, що військова програма Гітлера була сприйнята Бльомбергом із захватом, і для її реалізації він доклав усі свої сили і здібності.
Зовні Бльомберг виглядав як чистокровний пруссак — це була фізично міцна людина високого зросту, що мала красиву зовнішність. Обов'язковою приналежністю його уніформи був незмінний монокль. Пробувши усе своє свідоме життя прусським солдатом, він, проте, виділявся із загальної маси товаришів по службі вишуканістю манер і ввічливістю в спілкуванні, справляв враження добре вихованої, культурної людини. За свою вірну службу нацистам Бльомберг був удостоєний вищого військового звання німецької армії, досяг найвищої посади в німецькій військовій ієрархії. Він був першим з 25 гітлерівських генерал-фельдмаршалів, що отримали це військове звання ще до початку Другої світової війни. Але врешті-решт його стрімкий злет на військовому терені завершився повним крахом. Він був з ганьбою вигнаний з армії, провів останні роки життя в повній самоті, всіма забутий, і завершив свою земну дорогу у ворожому полоні, його ненавиділи вороги і зневажали колишні соратники.

## Нагороди генерал-фельдмаршала Вернера фон Бльомберга
- Залізний Хрест (1914) II та I ступеня
- Королівський орден дому Гогенцоллернів, лицарський хрест з мечами (7 жовтня 1916)
- Орден Корони (Пруссія) IV ступеня
- Князівський орден дому Гогенцоллернів, почесний хрест  III класу з мечами і короною
- Pour le Mérite 3 червня 1918
- Військовий орден «За заслуги» (Баварія) IV ступеня з мечами та короною
- Орден Альберта (Саксонія), лицарський хрест I класу з мечами
- Медаль «За відвагу» (Гессен)
- Хрест «За військові заслуги» (Брауншвейг) II та I ступеня
- Хрест Фрідріха-Августа (Ольденбург) II та I ступеня
- Ганзейський Хрест (Бремен)
- Хрест «За військові заслуги» (Саксен-Мейнінген)
- Хрест «За військові заслуги» (Ліппе)
- Хрест «За вірну службу» (Шаумбург-Лппе)
- Чорний знак за поранення (1918)
- Хрест «За вислугу років» (Пруссія)
- Почесний хрест ветерана війни з мечами
- Медаль «За вислугу років у Вермахті» 4-го, 3-го, 2-го і 1-го класу (25 років)
- Золотий партійний знак НСДАП 30 січня 1937
- Комбінований Знак Пілот-Спостерігач з діамантами